# Pavel Mocanu
Pavel Mocanu est un joueur international moldave de volley-ball, né le 11 mars 1992. Il mesure 2,07 m et joue au poste de central.

## Biographie
Depuis 2014 il joue en sélection moldave, participant notamment aux campagnes de qualification pour les championnats d'Europe.
En 2016 il découvre la 2e division française avec Strasbourg. Le club est relégué en fin de saison, et Mocanu rejoint alors Amiens en Élite (3e division).
Pour la saison 2018-2019, il retrouve la Ligue B en signant à Mende.

## Clubs
- 2016 - 2017 :  Strasbourg VB (Ligue B - 2e div.)
- 2017-2018 :  Amiens MVB (Élite - 3e div.)
- 2018- :  Mende VL (Ligue B - 2e div.)